# Ludwinów (powiat myszkowski)
Ludwinów – wieś w Polsce położona w województwie śląskim, w powiecie myszkowskim, w gminie Niegowa.
W latach 1954–1959 wieś należała i była siedzibą władz gromady Ludwinów, po jej zniesieniu w gromadzie Niegowa. W latach 1975–1998 miejscowość administracyjnie należała do województwa częstochowskiego.